# タイムリミット42
「タイムリミット42」（原題: "42"）は、イギリスのSFドラマ『ドクター・フー』の第3シリーズ第7話。2007年5月19日に BBC One で初めて放送された。後の制作総責任者であるクリス・チブナルが執筆した最初の『ドクター・フー』のエピソードである。なお邦題「タイムリミット42」は LaLa TV で放送された際のものであり、Huluでは「42」という別邦題で配信されている。
本エピソードでは宇宙船SSペンタリアンが安価な燃料を得ていた生きた恒星トラジに墜落する航路を取る。宇宙船の中で、恒星トラジはペンタリアンの乗組員一人一人に憑依して攻撃を開始する。
BARBによると本作の視聴者数は741万人で、その週の昼ドラ以外のイギリスのテレビ番組では3番目に多く視聴された。

## 制作
SSペンタリアンは当初SSイカルスという名称であったが、プロデューサーが映画『サンシャイン 2057』で宇宙船イカロスが太陽に落下することを知り、名称を変更した。
以前のエピソードに使用された物が本作で再利用された。制作デザイナーのジェームズ・ノースによると、ステイシス・チャンバーは「スミスとジョーンズ」でMRIスキャナーに使用されたセットを改装したものであった。同様に、「タイムリミット42」のオンラインオーディオコメンタリーでプロデューサーのフィル・コリンソンは、ドクターが着用した宇宙服は「闇の覚醒」/「地獄への扉」で登場した宇宙服を塗り直したものであると述べた。
2007年5月12日、BBCのウェブサイト上で "exclusive prologue" に基づく本作に関するテキストが公開された。これはジョセフ・リドスターが執筆したもので、船のエンジンが停止して衝突までのカウントダウンが始まり、予期せずドクターやマーサと出会ったことに対する、ペンタリアンの乗組員に最近加わった本作の登場人物エリーナ・リサックの反応が詳細に綴られている。。
Doctor Who Magazine は本作の予告記事で、原題 "42" が本作がリアルタイムで正確に42分であるために選ばれたと発表した。エピソードのコメンタリーでは、プロデューサーのフィル・コリンソンは、タイトルがアメリカのリアルタイムテレビドラマ『24 -TWENTY FOUR-』を反映していると付け加えた。脚本を担当したクリス・チブナルは本作のタイトルがダグラス・アダムズの作『銀河ヒッチハイク・ガイド』も反映していると述べ、タイトルを遊びに満ちているとコメントした。
チブナルは少なくともビジュアルの立場から本作を「地獄への扉」と対比した。

### 外部リファレンス
- ダグラス・アダムズが執筆した『銀河ヒッチハイク・ガイド』の生命、宇宙、そして万物についての究極の疑問の答えに敬意を表すために本作のエピソードタイトルが選ばれた[11]。アダムズは1970年代後半には『ドクター・フー』の脚本と台本の編集を担当していた。
- ドクターが乗組員にダンケルク魂を問いかけたシーンは、ダンケルクからの撤退とダンケルクの戦いを反映する。
- エルヴィス・プレスリーとビートルズがクラシック音楽として扱われるセキュリティ質問がある。ドクターは間接的に「おしゃべりはやめて」のリミックスに言及し、「ヒア・カムズ・ザ・サン」のネームドロッピングをする。
- 数学の列の次の数字を問うセキュリティ質問がある。この列は連続したハッピー素数からなっていた。

### キャスティング
- ウィリアム・アッシュ（英語版） - 後に6代目ドクターのオーディオドラマでサム役を演じた。
- ヴィネット・ロビンソン - 後に13代目ドクターのエピソード「世界が変わる日」でローザ・パークス役を演じた。

## 放送
本作は当初2007年5月12日の放送が予定されていたが、BBCでのユーロビジョン・ソング・コンテスト2007 の決勝の放送が重複したため、本作は1週間放送が延期された。日本では LaLa TV で2012年2月4日に放送された。